# Dórský modus
Dórský modus je pojem z oblasti hudební nauky, který se používá pro posloupnost tónů diatonické durové stupnice zahrané od jejího druhého stupně.

## Starořecký a středověký církevní dórský modus
V antickém Řecku byla pojmem dórský modus označována sestupná posloupnost tónů tvořená dvěma dórskými tetrachordy (posloupnost čtyř tónů s intervaly 2-2-1) oddělenými celým tónem. Výsledek je totožný s modem, který je dnes označován jako frygický.
Počínaje evropským středověkem je pojmem dórský modus označován modus durové stupnice popsaný v úvodním odstavci. O něm pojednává celý zbytek tohoto článku.

## Vlastnosti dórského modu
Dórský modus vznikne z durové stupnice jejím zahráním od druhého stupně, například v případě C dur je základním tónem dórského modu D a znění dórského modu: d-e-f-g-a-h-c.
Jedná se o mollový modus (s malou tercií), který je charakteristický „tvrdou“ velkou sextou, kterou se liší od běžné mollové stupnice.
Nejbližším tvrdším modem je mixolydický modus, který se od dórského liší velkou tercií. Nejbližším měkčím modem je aiolský modus, který se od dórského liší malou sextou.

### Intervalové složení
| Stupeň   | Interval      | Příklad - C dur |
| -------- | ------------- | --------------- |
| I        | Prima         | d               |
| II       | Velká sekunda | e               |
| III      | Malá tercie   | f               |
| IV       | Čistá kvarta  | g               |
| V        | Čistá kvinta  | a               |
| VI       | Velká sexta   | h               |
| VII      | Malá septima  | c               |
| VIII = I | Oktáva        | d               |

## Složení v jednotlivých tóninách
Následující tabulka obsahuje složení dórského modu pro jednotlivé tóniny.
| Stupnice | Předznamenání | Tónika | Složení                     |
| -------- | ------------- | ------ | --------------------------- |
| Cis dur  | 7♯            | dis    | dis eis fis gis ais his cis |
| Fis dur  | 6♯            | gis    | gis ais h cis dis eis fis   |
| H dur    | 5♯            | cis    | cis dis e fis gis ais h     |
| E dur    | 4♯            | fis    | fis gis a h cis dis e       |
| A dur    | 3♯            | h      | h cis d e fis gis a         |
| D dur    | 2♯            | e      | e fis g a h cis d           |
| G dur    | 1♯            | a      | a h c d e fis g             |
| C dur    | -             | d      | d e f g a h c               |
| F dur    | 1♭            | g      | g a b c d e f               |
| B dur    | 2♭            | c      | c d es f g a b              |
| Es dur   | 3♭            | f      | f g as b c d es             |
| As dur   | 4♭            | b      | b c des es f g as           |
| Des dur  | 5♭            | es     | es f ges as b c des         |
| Ges dur  | 6♭            | as     | as b ces des es f ges       |
| Ces dur  | 7♭            | des    | des es fes ges as b ces     |

## Charakteristické akordy
Pro dórský modus je charakteristický mollový kvintakord, ze septakordů pak malý mollový septakord. Od moderních mollových tónin se nejnápadněji odlišuje durovým akordem na subdominantě.
Kompletní tónový materiál modu je vyjádřen sedmizvukem (tercdecimovým akordem) {\displaystyle Xmi^{13}\,\!} (X je základní tón dórského modu).
Následující tabulka obsahuje charakteristické akordy dórského modu v tónině C dur.
| Typ akordu         | Značka (C dur)               |
| ------------------ | ---------------------------- |
| Kvintakord         | {\displaystyle Dmi\,\!}      |
| Septakord          | {\displaystyle Dmi^{7}\,\!}  |
| Nonový akord       | {\displaystyle Dmi^{9}\,\!}  |
| Undecimový akord   | {\displaystyle Dmi^{11}\,\!} |
| Tercdecimový akord | {\displaystyle Dmi^{13}\,\!} |

Použitelné jsou i další akordy, které vzniknou vynecháním některých intervalů v {\displaystyle Dmi^{13}\,\!}, například:
- {\displaystyle Dmi^{6},Dmi^{add9},Dmi^{7add11}\,\!}